# HD 15082
HD 15082（WASP-33とも呼称される）とは、地球から北天の星座であるアンドロメダ座の方向に約397光年離れた位置にある恒星である。この恒星は、たて座デルタ型変光星であり、惑星通過による変光星でもある。HD 15082 bまたはWASP-33bという名称のホット・ジュピターに分類される太陽系外惑星が1.22日の周期でHD 15082の周囲を公転している。HD 15082は、たて座デルタ変光星の中では初めて惑星を持っていることが確認された恒星である。

## 特徴
| 太陽 | HD 15082  |
| ---- | --------- |
| 太陽 | Exoplanet |

HD 15082はAm星であるため、そのような恒星の分類を見分けるのは困難である。HD 15082の水素線と有効温度はA8型の恒星に類似しているが、カルシウム II K 線はA5型の恒星に類似し、金属線はF4型の恒星に類似している。スペクトル分類はkA5hA8mF4と表記されている。この恒星の年齢は約1億年で、推定速度 86 km/s で自転している。質量は太陽の1.55倍、半径は太陽の1.51倍である。
HD 15082のintrinsic variabilityは、2011年にEnrique Herreroらによって発見された。たて座デルタ型変光星は通常多くの脈動モードを示すが、HD 15082も例外ではなく、8つの高周波pモードが測定されている。惑星との潮汐相互作用によって引き起こされる可能性がある別の非放射モードも提唱されており、この恒星はかじき座ガンマ型変光星にも分類されるとされている。HD 15082の変光星総合カタログにおける名称はアンドロメダ座V807星である。

## 惑星系
2006年、スーパーWASPプロジェクトは、トランジット法を用いた観測でHD 15082の周囲を公転している太陽系外惑星HD 15082 b（WASP-33b）を発見したことを公表した。公転周期は約1.22日である。
| 名称 （恒星に近い順） | 質量      | 軌道長半径 （天文単位） | 公転周期 (日)          | 軌道離心率 | 軌道傾斜角 | 半径     |
| --------------------- | --------- | ----------------------- | ---------------------- | ---------- | ---------- | -------- |
| b                     | < 4.59 MJ | 0.02558 (± 0.00023)     | 1.21987089 ± 1.5×10−07 | 0          | 87.67°     | 1.438 RJ |